# 太陽とボレロ
『太陽とボレロ』（たいようとボレロ）は、2022年6月3日公開の日本映画。監督・脚本は俳優の水谷豊、主演は檀れい。

## 概要
それぞれ水谷にとって3作目となる監督作品、檀にとっては映画初主演作となる。地方都市のアマチュア交響楽団に焦点を当てた、音楽を愛する「普通」の人々が織りなす人間模様を描く。
メインテーマはタイトルにもある通り、モーリス・ラヴェル作曲のバレエ音楽『ボレロ』。
撮影は長野県松本市をメインロケ地に、同県安曇野、塩尻両市と北佐久郡軽井沢町などでも行われ、映画のラストを飾る『ボレロ』の演奏シーンは吹き替えではなく実際に出演者たちによって演奏された。

## ストーリー
地方都市でブティックを経営する花村理子は、スポンサーとして小さなオーケストラ『弥生交響楽団』の運営に携わっていた。18年の歴史を持つ交響楽団だが、チケットは売れず、市からの助成金も受けられず、苦悩する理子。その上、演奏会の度に東京から招いている指揮者の藤堂が、演奏中に血を吐き、緊急搬送されてしまった。
共同スポンサーで中古車ディーラーの鶴間から、経営難を理由にスポンサーを降りたいと相談を受ける理子。理子のブティックも量販店に押され、行き詰まっていた。知り合いの百貨店バイヤーに相談するも、体の関係を迫られて逃げ出す理子。限界を痛感した理子と鶴間は、交響楽団の解散を団員たちに発表した。
最後の『お別れコンサート』を企画する理子と鶴間。だが、指揮者の藤堂は長期の入院が決り、楽団には副指揮者の片岡しか残っていない。キザで身勝手な片岡は団員たちの嫌われ者なのだ。オーボエ奏者の牧田は演奏の場を失い、逆恨みで鶴間の店の車を傷つけた。バラバラに心が離れて行く団員たち。
辛い出来事が続く中、先輩後輩の仲から急接近する理子と鶴間。団員のあかりも、圭介のプロポーズを受け入れた。そんな中、入院中の病院から連絡を寄越す藤堂。藤堂は世界的な女性指揮者である西本智実の知己で、『弥生交響楽団』は、西本智実の指揮のもと有名オーケストラと共演できる事になったのだ。『お別れコンサート』の当日、『弥生交響楽団』の選抜メンバーは、見事なラヴェルの『ボレロ』を披露するのだった。

## 登場人物
花村理子
演：檀れい
弥生交響楽団の主宰。
鶴間芳文
演：石丸幹二
理子とともに弥生交響楽団を支える中古車販売センター社長。
宮園あかり
演：森マリア
理子の洋装店で働きながら交響楽団のヴァイオリン奏者を務める。
田ノ浦圭介
演：町田啓太
鶴間の会社で働きながら交響楽団のトランペット奏者を務める。
牧田九里郎
演：田口浩正
オーボエ奏者。
中西浩二
演：永岡佑
クラリネット奏者。
山野はる美
演：梅舟惟永
ヴァイオリン奏者。
遠藤正道
演：田中要次
ホルン奏者。
太田なつ美
演：木越明
ヴァイオリン奏者。
菊池良太
演：高瀬哲朗
オーボエ奏者。
池田絹
演：藤吉久美子
楽団最年長のフルート奏者。
山岸克仁
演：小市慢太郎
藤堂の主治医。
森本市郎
演：カンニング竹山
理子の窓口となる役所の職員。
戸崎初男
演：HideboH
中古車販売店の店長。圭介の上司。
小林健
演：渋谷謙人
山岸の後輩医師。
遠山典子
演：松金よね子
家政婦。理子と頼子の世話をしている。
吉村益雄
演：六平直政
仕事の都合で楽団を退団することが決まっているコントラバス奏者。
畑中善行
演：山中崇史
理子に忍び寄る怪しいアパレルバイヤー。
花村頼子
演：檀ふみ
理子の母親。認知症を患っている。
片岡辰雄
演：河相我聞
老舗呉服屋の御曹司で副指揮者。
与田清
演：原田龍二
チェロ奏者。
西本智実
演：本人
イルミナートフィルハーモニーオーケストラのマエストロ。藤堂と親交がある。
藤堂謙
演：水谷豊
弥生交響楽団の指揮者。理子の音大時代の恩師。精力的に活動するさなか癌に倒れ声帯を摘出、声を失う。

## スタッフ
- 監督・脚本：水谷豊[6][9]
- 撮影監督：会田正裕（J.S.C.）[6][9]
- 製作総指揮：早河洋[6][9]
- 製作統括：手塚治[6][9]
- 製作：西新、村松秀信、水谷晴夫、與田尚志[6][9]
- 企画：長井富夫[6][9]
- エグゼクティブプロデューサー：桑田潔[6][9]
- プロデューサー：遠藤英明、西平敦郎、栗生一馬[6][9]
- アソシエイトプロデューサー：青柳貴之[6][9]
- キャスティングプロデューサー：福岡康裕[6][9]
- 音楽：山元淑稀[9]
- 美術：近藤成之[6][9]
- 照明：松村泰裕[6][9]
- 録音：石寺健一[6][9]
- 編集：只野信也（J.S.E.）[6][9]
- 装飾：山岸正一[6][9]
- 衣装デザイナー：高橋正史[6][9]
- スクリプター：本図木綿子[6][9]
- 音響効果：赤澤勇二[6][9]
- 助監督：杉山泰一[6][9]
- 制作担当：宮下直也[6][9]
- プロダクションスーパーバイザー：菊池淳夫[6][9]
- ラインプロデューサー：今村勝範[6][9]
- VFXスーパーバイザー：戸枝誠憲[6][9]
- プロデューサー補：押切大機[6][9]
- 宣伝プロデューサー：孤嶋健二郎、湯口隆明[6]
- マエストロ オブ オーケストラ：西本智実[6][9]、イルミナートフィルハーモニーオーケストラ
- 配給：東映[9]
- 制作プロダクション：東映東京撮影所、東映テレビ・プロダクション
- 製作：「太陽とボレロ」製作委員会（テレビ朝日、東映、トライサム、東映ビデオ）